# Impeccable
Die USNS Impeccable (T-AGOS-23) (engl. impeccable, deutsch einwandfrei) ist ein Überwachungsschiff des Military Sealift Command. Ursprünglich sollten bis zu fünf Schiffe der Impeccable-Klasse gebaut werden, es blieb aber bei einer Einheit. Sie ist als United States Naval Ship (USNS) in den Dienst der US-Marine gestellt.

## Geschichte

### Planung und Bau
Der Auftrag über die Impeccable-Klasse wurde an die American Ship Building Company vergeben. Sie sollte eine vergrößerte Version der Victorious-Klasse werden.
Die Klasse sollte fünf Einheiten mit den Rumpfnummern -23 bis -27 erhalten. Die erste Einheit erhielt den Namen Impeccable, die zweite sollte Integrity heißen. 1992 legte American SB den Rumpf der ersten Einheit auf Kiel, ging jedoch im November 1993 in die Insolvenz nach Chapter 11. 1995 entschied die United States Navy, den halbfertigen Rumpf vervollständigen zu lassen und vergab den Auftrag an Halter Marine. Dort lief die Impeccable 1998 vom Stapel, 2001 wurde sie in die Flotte übernommen. Die anderen vier geplanten Schiffe der Klasse wurden ersatzlos gestrichen.

### Einsätze

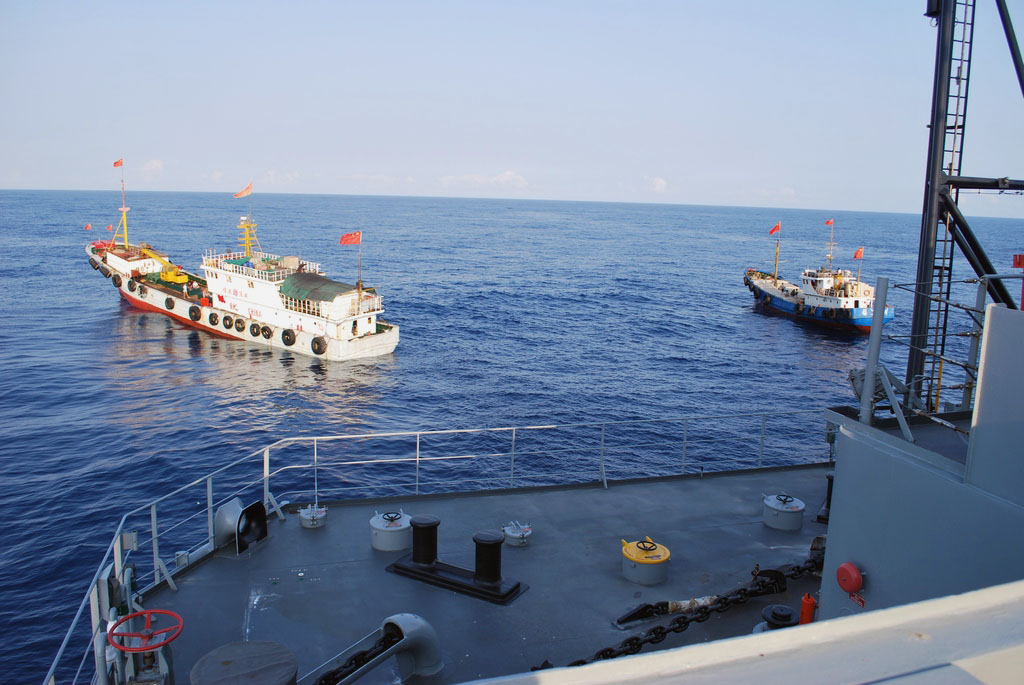
Chinesische Trawler nahe der Impeccable

2007 nahm die Impeccable an dem Manöver Valiant Shield teil.
2009 operierte die Impeccable im Südchinesischen Meer, rund 75 Meilen (120 Kilometer) südlich der chinesischen Insel Hainan in internationalen Gewässern. Am 5. März kam dabei eine chinesische Fregatte auf rund 100 Meter an die Impeccable heran, eine Harbin Y-12 überflog das Schiff in niedriger Höhe. Am 8. März wurde die Impeccable von mehreren chinesischen Schiffen beschattet, zwei Trawler manövrierten gefährlich nahe an dem amerikanischen Schiff. Dabei versuchten chinesische Besatzungsmitglieder, mit Enterhaken das Schleppsonar der Impeccable zu beschädigen und zwangen es zu einem Notstop-Manöver, indem sie dicht vor dem Bug ihre Maschinen stoppten. Daraufhin beorderte die Navy den Zerstörer Chung-Hoon als Geleitschutz zur Impeccable, die anschließend die Region verließ.
China begründete sein Vorgehen damit, dass sich die Impeccable innerhalb der ausschließlichen Wirtschaftszone Chinas befunden habe.

## Technik
Die Impeccable ist 85 Meter lang und 29 Meter breit, ihr Rumpf ist in SWATH-Form gefertigt. Dabei befindet sich der Rumpf über der Wasseroberfläche, auf zwei torpedoförmigen Auftriebskörpern, die Auf- und Antrieb liefern. Der diesel-elektrische Antrieb treibt jeweils einen Propeller pro Auftriebskörper  an.
Hauptaufgabe der Impeccable ist die Überwachung der Seewege und die Vermessung der Meeresböden. Dafür führt sie ein passives Schleppsonar AN/UQQ-2 (Surveillance Towed Array Sensor System, kurz SURTASS) mit, mit dem sie auf Patrouille geht. Die Impeccable ist unbewaffnet.